# Maildrop
Maildrop est un agent de distribution du courriel (MDA) utilisé par le serveur de courriel Courier. Maildrop inclut également des fonctions de filtrage. Maildrop reçoit les courriels via stdin et les délivre aux formats Maildir et mbox.
Maildrop est suggéré comme alternative au MDA procmail[réf. nécessaire].